# Bearded Collie
Der Bearded Collie ist eine von der FCI anerkannte britische Hunderasse (FCI-Gruppe 1, Sektion 1, Standard Nr. 271).

## Beschreibung
Die Widerristhöhe beträgt laut FCI beim Rüden 53–56 cm, bei der Hündin 51–53 cm, keine Gewichtsangabe. Das Fell ist mittellang, harsch, glatt, mit weichem Unterfell, auch am Kopf. Die typischen Farben sind blau (grau), fawn (sandfarben), braun, schwarz, mit weißen Abzeichen (an den Pfoten, im Gesicht als Blesse, als Halskrause, an der Rutenspitze).
Die Augen sollten im Farbton des Felles sein, nicht zu hell und auch nicht zu dunkel, weit auseinanderliegend und groß, sanft und liebevoll, aber nicht hervorstehend. Augenbrauen nach oben gewölbt und stehend nach vorne, dabei nicht so lang, dass die Augen verdeckt würden. Die Ohren sind mittelgroß und herabhängend. Bei Aufmerksamkeit heben sie sich im Ansatz bis zur Höhe des Schädels, aber nicht darüber hinaus und lassen so den Schädel breiter erscheinen. Die Rute, reichlich mit Haar bedeckt, ist niedrig angesetzt und so lang, dass der letzte Schwanzwirbel mindestens bis zum Sprunggelenk reicht.
Der Bearded Collie ist ein fröhlicher, ausgeglichener, leicht erziehbarer Hund. Der aufmerksame, unternehmungslustige Ausdruck ist ein kennzeichnendes Merkmal der Rasse.

## Wesen
Im Rassestandard der FCI wird der Bearded Collie als aufmerksam, lebhaft, selbstsicher und aktiv beschrieben. Der ideale Bearded Collie ist dem Standard zufolge zuverlässig und ein intelligenter Arbeitshund, ohne Anzeichen von Nervosität oder Aggressivität.

## Krankheiten
Zu den häufig auftretende Krankheits-Prädispositionen beim Bearded Collie gehören die Pemphigus foliaceus, Ellenbogen-Luxationen, Hornhautdystrophie, Katarakt sowie retinale Atrophie.

## Herkunft und Geschichtliches
Der Bearded Collie oder Beardie, wie er auch genannt wird, ist er ein waschechter Hütehund und gehört wie der Collie, Border Collie und Old English Sheepdog zur großen Colliefamilie, die eine gemeinsame Geschichte teilt, die der großen und langen Viehtriebe. In der historischen Literatur wird er als Cur oder Drovers Dog bezeichnet.
Nach dem Zusammenschluss der Königreiche Schottland und England 1707 fand alljährlich im Herbst der große Viehmarkt statt und alle Bauern aus den hintersten Winkeln der Highlands trieben ihr Vieh zum Tryst genannten Viehmarkt z.b. nach Falkirk in den Lowlands, wo auch die Lowlander ihre Tiere verkaufen. Für englische Händler und Schlachter war das ein fester Termin um ganze Herden an Rinder und Schafen zu kaufen, die ihre Viehtreiber dann nach England zu ihren Bestimmungsorten trieben. Was anfangs noch ein kleiner Jahrmarkt war, wuchs gewaltig als England sich dem Kampf gegen Napoleon anschloss und seine Soldaten mit Rindfleisch versorgen musste. Damit begannen die große Viehtriebe von Schottland nach Südengland.

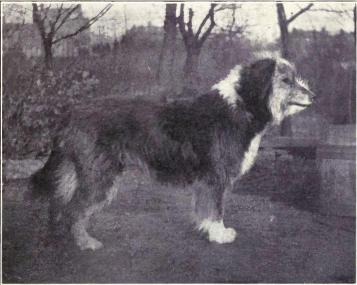
Bearded Collie, circa 1915

Der Bearded Collie war anfangs sicherlich eher ein zufälliges Produkt des Viehmarktes, der vermutlich auf einem als Mongrel bezeichneten lockigen Hofhund der kleinen lokaler Pächter beruhte. Man weiß fast nichts über diesen Mongrel, außer das er wohl ein zottiges Haar hatte.
Schnell wurde er ein wichtiger Teil des Tryst der dafür sorgte, dass die Herden auf den umliegenden Hügeln sich von den Strapazen der langen Wanderungen erholen konnten, bevor sie erneut auf die lange Reise in den Süden gingen. Für diese komplexen Aufgaben benötigte man einen durchsetzungsfähigen, robusten Hund mit dichtem Deckhaar, um das oft schlechte Wetter des Herbstes und die von tausenden Tieren zertrampelten schlammigen Böden zu ertragen. Man experimentierte herum, kreuzte ein bisschen Terrier ein und so veränderte sich sein Aussehen, das Haar wurde länger, er wurde etwas kleiner aber auch frecher und mutiger, um mit den störrigen Rindern und bockigem Schafen fertig zu werden. 
Ein weiteres Zeugnis seiner Existenz ist ein Gemälde von Philip Reinagle der 1804 das Bild eines urigen schottischen Hundes malte, der wie eine Mischung zwischen Collie und großem Terrier aussah, den er jedoch nur mit Sheepdog betitelte und dem nebenstehenden Foto von 1915 recht nahe kommt. Es könnte durchaus sein das dies seine Nähe zum Collie erklärt.

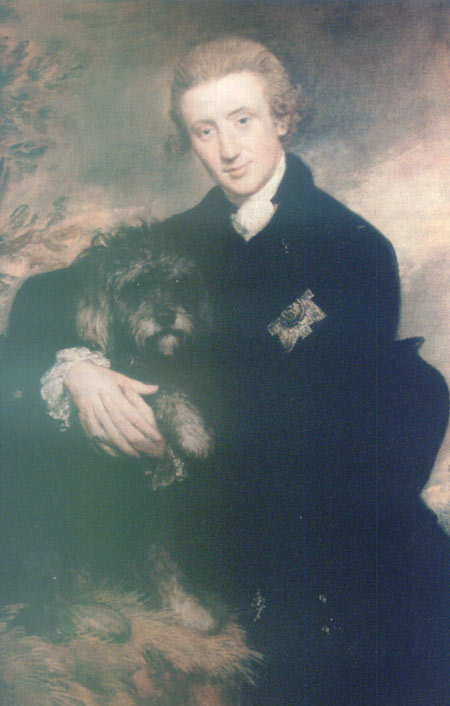
Henry Scott, 3. Duke of Buccleuch, um 1760

Um 1771 verliebte sich der 3. Duke of Buccleuch beim Besuch des nahe gelegenen Tryst in einen der fleißigen Hunde, die unermüdlich zwischen Schafen und Rindern herumwuselten. Er kaufte ihn auf und führte sie als (anglo-normannisch) Hairy Mou ed cur in die feine Gesellschaft des Adels ein. Der Maler Thomas Gainsborough wurde beauftragt ein entsprechendes Gemälde mit dem Lieblingshund zu erschaffen. Dort begann wohl auch die gezielte Zucht, mit der sich Adlige gern selbst verewigen wollten. Entsprechend damaliger Modezucht, die wesentlich zum Rassenboom des 18. und 19. Jahrhunderts in England beitrug, haben sie der Rasse ihren Stempel aufgedrückt.
Kaum war Napoleon besiegt, begann 1812 der Wollboom und die Lowlands wurden komplett auf Merinoschafzucht umgestellt, wozu auch entsprechende Tiere importiert wurden. Die kostbaren Zuchtschafe waren damals das etwas größere Rambouillet aus Frankreich und das Saxon Merino mit der feinsten Wolle der Welt. Mit ihnen kamen Hütehunde aus der Île-de-France und auch Hütespitze (engl. pommeranian Sheepdogs) aus dem damals zahlreichen deutschen Landen, die dort auch Preußenspitze genannt wurden und sicherlich zur Gründung einiger moderner Rassen beitrugen. Belegt werden kann auch das mit einem Gemälde von Thomas Gainsborough das den Titel The Morning Walk oder Mr and Mrs William Hallett trägt.
Auch in den Highlands kam es zu gewaltigen Veränderungen, die mit dem Zusammenbruch des Clansystems und einem massiven Rückgang der gälischen Sprache durch die Highland Clearances endete. 
Als der Tryst um 1840 an das Eisenbahnnetz angeschlossen wurde und die Wollpreise sanken, wurden die inzwischen englischen Merinos samt Hunden in die Kolonien verkauft und gingen über den berühmt-berüchtigten Londoner Smithfield Market in die ganze Welt. Hunde, die mit den Schafenherden dort ankamen und die man nicht zuordnen konnte, betitelte man kurzerhand als Smithfields. Bis heute gibt es dutzende Fotos sogenannter Smithfields, die man mal dieser, mal jeder Rasse zuordnen könnte. 
Ein weiteres Zeugnis seiner Existenz ist 1855 ein Gemälde von John Frederick Herring, das mit A Hound and a Bearded Collie seated on a Hunting Coat betitelt wurde und einen englischen Setter in trauter Einheit mit einem Bearded Collie zeigt.
Die erste schriftliche Dokumentation des Beardie lässt sich auf 1891 datieren, wo er von D. J. Thomson Gray als schottischer Hütehund beschrieben wurde, der ihn wohl auf einer ländlichen Ausstellung begegnete. Gray beschrieb ihn als „einen großen, raubeinigen, ‚dicken‘ Kerl mit einem Fell, das einer Fußmatte nicht unähnlich ist, dessen Haarstruktur hart und faserig ist und dessen Ohren eng am Kopf hängen.“
Sieben Jahre später schrieb Mrs. Hall Walker mit Hilfe weiterer Züchter und des Richters H. Panmure Gordon einen Artikel für das Magazin Our Dogs in dem 1897 der Standard weiter verfeinert und erklärt wurde. Dieser Standard ist fast unverändert bis heute gültig. Der Ausbruch des Ersten Weltkrieges verhinderte 1914 den ersten Versuch der Anerkennung als Rasse. 
Im Jahre 1923 wurden die Registrierungsbemühungen wieder aufgenommen und drei Hunde nahmen an der Edinburgher Ausstellung teil. Rassebeste wurde Ninewells Nell, die die Mutter von Mrs. Cameron Millers bekanntem Hund Balmacneil Jock werden sollte.
Mrs. Miller unternahm zwar große Anstrengungen, die Rasse als Ausstellungshund zu fördern, und ließ zwischen 1929 und 1934 55 Hunde und 10 Würfe registrieren, doch wurden ihre Bemühungen 1936 ausgebremst, weil die Ausstellungen in Edinburgh eingestellt wurden.

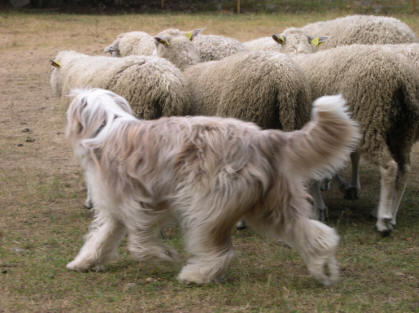
A Bearded Collie herding sheep.

Nachdem der Beardie in den Kriegsjahren fast vollkommen verschwunden war, bestellte die Hundetrainerin Gwendoline Olive Willison aus Bothkennar Grange in Middlesexin den letzten Kriegstagen bei einem Farmagenten einen "Shetland Sheepdog". Aber weil der keinen fand sandte er ihr einen Welpen aus dem Wurf von Mr. McKie aus Killiecranki, deren Hund von seinem eigenen Beardie gedeckt worden war. Willison war von dem Welpen, den sie Jeannie nannte, fasziniert und suchte einen passenden Rüden, den sie schließlich bei einem Auswanderer fand, der ein neues Zuhause für seinen grauen Hund David suchte. Willison übernahm ihn und benannte ihn in Bailey um. So begann sie 1945 in ihrem Bothkennar Kennel die Beardie-Zucht wieder neu zu beleben und übernahm den alten Standard von 1897. Schließlich gelang es ihr auch noch 1959 den Bearded Collie (bärtigen Collie) beim Kennel Club of Great Britain anerkennen zu lassen. Dies waren die ersten Beardies die seit Kriegsbeginn registriert wurden. Ihre Nachzucht Ch. Beauty Queen of Bothkennar gewann 1959 das erste Bearded Collie Challenge Certificate, dem folgten 2 weitere Collie Challenges und schließlich die erste britische Meisterschaft. 1957 wurde mit "Ambassador of Bothkennar" der Beardie auch auf der Hundeausstellung in Calgary präsentiert. Weitere Nachzuchten gingen im selben Jahr nach Norwegen und Belgien.

## Trivia
Auch das Fernsehen entdeckte den knuffigen Bearded Collie, wo er häufig als cooler langhaariger Typ mit einem Pony der weit über die Augen reicht, dargestellt wird. 2006 übernahm ein Bearded Collie die Titelrolle im Film Shaggy Dog – Hör mal, wer da bellt. Und so hat er sich in die Herzen vieler Familien gestohlen. Heute gilt er allgemein als Gesellschafts- und Familienhund, doch er trägt noch immer das Erbe seiner intelligenten Vorfahren und braucht entsprechende Beschäftigung. Als talentierter Agility Partner ist er häufig auf entsprechenden Hundeshows zu sehen.